# Ana Guevara
Pour les articles homonymes, voir Guevara.
Ana Gabriela Guevara Espinoza, née le 4 mars 1977 à Nogales, est une athlète mexicaine, pratiquant le 400 m. Elle est également engagée en politique.

## Biographie
Née à Nogales, près de la frontière mexicano-américaine, Ana Guevara vient presque par hasard à l'athlétisme. Elle progresse régulièrement avec une 5e place lors des Jeux olympiques d'été de 2000. En 2001, elle s’installe en France à Angers où elle restera plusieurs années en s’entraînant au stade du Lac-de-Maine. La même année, elle obtient la médaille de bronze aux Championnats du monde d'athlétisme 2001.
C'est le début d'une période où elle domine la discipline du 400 mètres, remportant 28 courses consécutives jusqu'en 2004, lors du meeting Golden League de Rome. Elle gagne ainsi la Golden League 2002. 
Lors des Jeux olympiques d'été de 2004, elle est de nouveau battue, remportant toutefois la médaille d'argent.
Lors des Championnats du monde d'athlétisme 2005 à Helsinki, elle arrache une médaille de bronze dans une compétition redevenue très concurrentielle avec l'arrivée d'une nouvelle génération de coureuse américaine, la médaille d'or étant toutefois remportée par la bahamienne Tonique Williams-Darling.
Elle a annoncé qu'elle prenait sa retraite sportive le 16 janvier 2008. 
En 2012, elle est élue sénatrice pour le Parti du travail.
En décembre 2016, elle est agressée dans une rue par quatre hommes. Témoignant de cette expérience de violence sur les réseaux sociaux, elle s'y fait insulter par des internautes.

## Palmarès

### Jeux olympiques d'été
- Jeux olympiques d'été de 2000 à Sydney ( Australie)
  - 5e sur 400 m
- Jeux olympiques d'été de 2004 à Athènes ( Grèce)
  -  Médaille d'argent sur 400 m

### Championnats du monde d'athlétisme
- Championnats du monde d'athlétisme de 1999 à Séville ( Espagne)
  - Éliminée en demi-finale sur 400 m
- Championnats du monde d'athlétisme de 2001 à Edmonton ( Canada)
  -  Médaille de bronze sur 400 m
- Championnats du monde d'athlétisme de 2003 à Paris ( France)
  -  Médaille d'or sur 400 m
- Championnats du monde d'athlétisme de 2005 à Helsinki ( Finlande)
  -  Médaille de bronze sur 400 m
- Championnats du monde d'athlétisme de 2007 à Osaka ( Japon)
  - 4e sur 400 m

### Jeux panaméricains
- Jeux Panaméricains de 1999 à Winnipeg ( Canada)
  -  Médaille d'or sur 400 m
  - 7e en relais 4 × 400 m
- Jeux Panaméricains de 2003 à Saint-Domingue ( République dominicaine)
  -  Médaille d'or sur 400 m
  - 4e en relais 4 × 400 m
- Jeux Panaméricains de 2007 à Rio de Janeiro ( Brésil)
  -  Médaille d'or sur 400 m
  -  Médaille d'argent en relais 4 × 400 m

### Autres
- Vainqueur de la Golden League 2002.
- Vainqueur de la Finale du Grand Prix IAAF 2002.
- Vainqueur de la Finale mondiale de l'athlétisme 2003.
- Vainqueur de la Finale mondiale de l'athlétisme 2004.